# Cocalodini
Cocalodini è una tribù di ragni appartenente alla sottofamiglia Spartaeinae della famiglia Salticidae dell'ordine Araneae della classe Arachnida.

## Distribuzione
L'unico genere oggi noto di questa tribù è stato rinvenuto in Costa d'Avorio e in Sudafrica.

## Tassonomia
A giugno 2011, gli aracnologi riconoscono 1 solo genere appartenente a questa tribù:
- Sonoita Peckham & Peckham, 1903 — Costa d'Avorio, Sudafrica (1 specie)